# 渡士幸一
渡士 幸一（わたし こういち、Koichi Watashi）は、日本の薬学者、ウイルス学者。学位は薬学博士（京都大学大学院・2003年）。厚生労働省 国立感染症研究所 治療薬 ワクチン開発研究センター 治療薬開発・総括研究官。東京理科大学大学院 理工学研究科 応用生物科学専攻・客員教授。

## 略歴
- 2002年 - 日本学術振興会 特別研究員
- 2003年 - 京都大学大学院薬学研究科 生命薬科学専攻 修了。京都大学ウイルス研究所（現：京都大学ウイルス・再生医科学研究所）助教
- 2007年 - アメリカ国立衛生研究所 Visiting Fellow（留学）
- 2009年 - 国立感染症研究所 ウイルス第二部 主任研究官
- 2011年 - （併任）東京理科大学大学院 理工学研究科 応用生物科学 客員准教授（渡士研究室主任）
- 2019年 - （併任）東京理科大学大学院 理工学研究科 応用生物科学 客員教授（渡士研究室主任）
- 2021年 - 国立感染症研究所 治療薬・ワクチン開発研究センター 治療薬開発 総括研究官

ほか

## 所属学会
- 日本薬学会
- 日本肝臓学会
- 日本分子生物学会
- 日本ウイルス学会
- 日本癌学会

ほか